# Copa de Brasil 2006
La Copa de Brasil 2006 fue la decimoctava (18.ª) edición del campeonato que reúne equipos de todos los estados brasileños, sean o no, participantes del Campeonato Brasileño en cualquiera de sus categorías.
Fue disputado por 64 equipos clasificados por medio de dos formas: primera, por los campeonatos estatales (dando 54 cupos) y por el ranking de la CBF dando 10 cupos más.

## Formato del campeonato
El formato de la competición se basa en los play-offs donde se juegan partidos de ida y vuelta para definir al clasificado a la siguiente fase. Así, los 64 equipos jugaran la primera fase, clasificando los 32 ganadores. Luego, estos últimos jugarán para definir los 16 equipos que jueguen los octavos de final. Se jugarán octavos de final, cuartos de final, semifinales y final para definir al campeón del torneo.
Los criterios de desempate son:
1. Número de goles convertidos. 

2. Número de goles convertidos de visitante. 

3. Tiros desde el punto del penal.
Durante las dos primeras fases, si el equipo visitante gana por 2 o más goles, clasificará directamente a la siguiente fase sin jugar el partido de vuelta.

## Equipos participantes
Dentro del reglamento del campeonato, los 6 equipos clasificados a la Copa Libertadores 2006 están excluidos de la competición. Estos equipos son: São Paulo, Paulista, Corinthians, Internacional, Goiás y Palmeiras.

### Clasificados por campeonatos estatales
| Estado                       | Equipo                              | Vía de clasificación                                                                                                 |
| ---------------------------- | ----------------------------------- | --- |
| Acre 1 cupo                  | Rio Branco - AC                     | Campeón de Campeonato Acreano 2005                                                                                   |
| Alagoas 2 cupos              | ASA CRB                             | Campeón del Campeonato Alagoano 2005 Subcampeón del Campeonato Alagoano 2005                                         |
| Amazonas 2 cupos             | Grêmio Coariense Nacional - AM      | Campeón del Campeonato Amazonense 2005 Subcampeón del Campeonato Amazonense 2005                                     |
| Amapá 1 cupo                 | São José - AP                       | Campeón de Campeonato Amapaense 2005                                                                                 |
| Bahía 2 cupos                | Vitória Bahia                       | Campeón del Campeonato Baiano 2005 Subcampeón del Campeonato Baiano 2005                                             |
| Ceará 2 cupos                | Fortaleza Icasa                     | Campeón del Campeonato Cearense 2005 Subcampeón del Campeonato Cearense 2005                                         |
| Distrito Federal 2 cupos     | Brasiliense Ceilândia               | Campeón del Campeonato Brasiliense 2005 Subcampeón del Campeonato Brasiliense 2005                                   |
| Espírito Santo 2 cupos       | Serra Estrela do Norte              | Campeón del Campeonato Capixaba 2005 Campeón de la Copa Espírito Santo 2005                                          |
| Goiás 2 cupos                | Vila Nova Mineiros                  | Campeón del Campeonato Goiano 2005 Subcampeón del Campeonato Goiano 2005                                             |
| Maranhão 2 cupos             | Imperatriz Moto Club                | Campeón del Campeonato Maranhense 2005 Subcampeón del Campeonato Maranhense 2005                                     |
| Mato Grosso 2 cupos          | Vila Aurora Operário - MT           | Campeón del Campeonato Matogrossense 2005 Subcampeón del Campeonato Matogrossense 2005                               |
| Mato Grosso del Sur 2 cupos  | CENE Operário - MS                  | Campeón del Campeonato Sul-Matogrossense 2005 Subcampeón del Campeonato Sul-Matogrossense 2005                       |
| Minas Gerais 3 cupos         | Ipatinga URT América Mineiro        | Campeón del Campeonato Mineiro 2005 Semifinalista del Campeonato Mineiro 2005 Campeón de la Copa Minas Gerais 2005   |
| Pará 2 cupos                 | Paysandu Remo                       | Campeón del Campeonato Paraense 2005 Subcampeón del Campeonato Paraense 2005                                         |
| Paraíba 2 cupos              | Treze Botafogo - PB                 | Campeón del Campeonato Paraibano 2005 Subcampeón del Campeonato Paraibano 2005                                       |
| Paraná 3 cupos               | Atlético Paranaense Iraty Londrina  | Campeón del Campeonato Paranaense 2005 Semifinalista del Campeonato Paranaense 2005                                  |
| Pernambuco 2 cupos           | Santa Cruz Náutico                  | Campeón del Campeonato Pernambucano 2005 Subcampeón del Campeonato Pernambucano 2005                                 |
| Piauí 2 cupos                | Parnahyba Piauí                     | Campeón del Campeonato Piauiense 2005 Semifinalista del Campeonato Piauiense 2005                                    |
| Río de Janeiro 3 cupos       | Volta Redonda Americano Cabofriense | Subcampeón del Campeonato Carioca 2005 4º puesto del Campeonato Carioca 2005 6º puesto del Campeonato Carioca 2005   |
| Río Grande del Norte 2 cupos | ABC Potiguar de Mossoró             | Campeón del Campeonato Potiguar 2005 Octavofinalista del Campeonato Potiguar 2005                                    |
| Río Grande del Sur 3 cupos   | 15 de Novembro Novo Hamburgo Canoas | Campeón del Campeonato Gaúcho 2005 Campeón de la Copa Emídio Perondi 2005 Campeón de la Copa BIG/Brasil Telecom 2005 |
| Rondonia 1 cupo              | Vilhena                             | Campeón del Campeonato Rondoniense 2005                                                                              |
| Roraima 1 cupo               | São Raimundo - RR                   | Campeón del Campeonato Roraimense 2005                                                                               |
| Santa Catarina 2 cupos       | Criciúma Atlético Ibirama           | Campeón del Campeonato Catarinense 2005 Subcampeón del Campeonato Catarinense 2005                                   |
| São Paulo 3 cupos            | Santo André São Caetano Noroeste    | 4º puesto del Campeonato Paulista 2005 5º puesto del Campeonato Paulista 2005 Campeón de la Copa Paulista 2005       |
| Sergipe 2 cupos              | Itabaiana Sergipe                   | Campeón del Campeonato Sergipano 2005 Subcampeón del Campeonato Sergipano 2005                                       |
| Tocantins 1 cupos            | Colinas                             | Campeón del Campeonato Tocantinense 2005                                                                             |

### Clasificados por ranking de la CBF
| País                          | Equipo                                     | Vía de clasificación               |
| ----------------------------- | ------------------------------------------ | ---------------------------------- |
| Minas Gerais 2 cupos más      | Atlético Mineiro Cruzeiro                  | Clasificados por ranking de la CBF |
| Río de Janeiro 4 cupos más    | Vasco da Gama Flamengo Fluminense Botafogo | Clasificados por ranking de la CBF |
| Río Grande del Sur 1 cupo más | Grêmio                                     | Clasificados por ranking de la CBF |
| Paraná 1 cupo más             | Coritiba                                   | Clasificados por ranking de la CBF |
| São Paulo 2 cupos más         | Santos Guarani                             | Clasificados por ranking de la CBF |

## Primera fase
| Fechas                     | Local ida           | Global        | Local vuelta        | Ida   | Vuelta |
| -------------------------- | ------------------- | ------------- | ------------------- | ----- | ------ |
| 15 de febrero              | Grêmio Coariense    | 2 - 5         | Vila Nova           | 2 - 5 | --     |
| 15 de febrero              | Moto Club           | 1 - 3         | Atlético Paranaense | 1 - 3 | --     |
| 15 de febrero              | Colinas             | 0 - 2         | Paysandu            | 0 - 2 | --     |
| 15 de febrero              | Atlético Ibirama    | 0 - 3         | Atlético Mineiro    | 0 - 3 | --     |
| 15 de febrero              | Canoas              | 2 - 4         | Iraty               | 2 - 4 | --     |
| 15 y 22 de febrero         | URT                 | 4 - 3         | Londrina            | 3 - 2 | 1 - 1  |
| 15 y 22 de febrero         | Vila Aurora         | 0 - 1         | Santa Cruz          | 0 - 0 | 0 - 1  |
| 15 y 22 de febrero         | Parnayba            | 1 - 6         | ABC                 | 0 - 1 | 1 - 5  |
| 15 y 22 de febrero         | Sergipe             | 0 - 3         | Santos              | 0 - 0 | 0 - 3  |
| 15 y 22 de febrero         | Botafogo - PB       | 1 - 8         | Vasco da Gama       | 1 - 1 | 0 - 7  |
| 15 y 22 de febrero         | Novo Hamburgo       | 3 - 4         | Criciúma            | 2 - 2 | 1 - 2  |
| 15 y 22 de febrero         | (p.) Volta Redonda  | 3 - 3 (7 - 6) | América Mineiro     | 2 - 1 | 1 - 2  |
| 15 de febrero y 8 de marzo | (v.) Mineiros       | 5 - 5         | Americano           | 3 - 1 | 2 - 4  |
| 15 de febrero y 8 de marzo | Cabofriense         | 2 - 5         | São Caetano         | 1 - 1 | 1 - 4  |
| 15 de febrero y 8 de marzo | Estrela do Norte    | 1 - 4         | Guarani             | 1 - 1 | 0 - 3  |
| 16 y 22 de febrero         | Operário - MS       | 2 - 7         | Botafogo            | 1 - 2 | 1 - 5  |
| 21 de febrero              | Vilhena             | 1 - 3         | Fortaleza           | 1 - 3 | --     |
| 22 de febrero              | São Raimundo - RR   | 1 - 4         | Brasiliense         | 0 - 2 | --     |
| 22 de febrero              | Nacional - AM       | 2 - 5         | Cruzeiro            | 2 - 5 | --     |
| 22 de febrero              | Serra               | 1 - 3         | Ipatinga            | 1 - 3 | --     |
| 22 de febrero y 8 de marzo | Piauí               | 1 - 6         | Grêmio              | 1 - 2 | 0 - 4  |
| 22 de febrero y 8 de marzo | 15 de Novembro      | 4 - 3         | Noreste             | 4 - 1 | 0 - 2  |
| 22 de febrero y 8 de marzo | ASA                 | 2 - 3         | Flamengo            | 1 - 1 | 1- 2   |
| 22 de febrero y 8 de marzo | Imperatriz          | 3 - 6         | Vitória             | 1 - 1 | 2 - 5  |
| 22 de febrero y 8 de marzo | São José - AP       | 0 - 4         | CRB                 | 0 - 1 | 0 - 3  |
| 22 de febrero y 8 de marzo | CENE                | 5 - 2         | Treze               | 2 - 1 | 3 - 1  |
| 22 de febrero y 8 de marzo | Icasa               | 1 - 3         | Coritiba            | 0 - 0 | 1 - 3  |
| 22 de febrero y 8 de marzo | Itabaiana           | 1 - 4         | Remo                | 0 - 0 | 1 - 4  |
| 22 de febrero y 8 de marzo | Potiguar de Mossoró | 4 - 1         | Santo André         | 2 - 0 | 2 - 1  |
| 22 de febrero y 8 de marzo | Ceilândia           | 2 - 1         | Bahia               | 0 - 0 | 2 - 1  |
| 22 de febrero y 8 de marzo | Rio Branco - AC     | 1 - 3         | Náutico             | 0 - 1 | 1 - 4  |
| 22 de febrero y 9 de marzo | Operário - MT       | 3 - 6         | Fluminense          | 2 - 3 | 1 - 3  |

## Segunda fase
| Fechas                   | Local ida           | Global        | Local vuelta        | Ida   | Vuelta |
| ------------------------ | ------------------- | ------------- | ------------------- | ----- | ------ |
| 15 y 22 de marzo         | Náutico             | 2 - 0         | Coritiba            | 2 - 0 | 0 - 0  |
| 15 y 22 de marzo         | Brasiliense         | 4 - 1         | Remo                | 3 - 1 | 1 - 0  |
| 15 y 22 de marzo         | Santa Cruz          | 4 - 5         | Vitória             | 2 - 2 | 2 - 3  |
| 15 y 22 de marzo         | São Caetano         | 4 - 5         | Criciúma            | 4 - 1 | 0 - 4  |
| 15 y 22 de marzo         | Mineiros            | 4 - 6         | Atlético Mineiro    | 3 - 2 | 1 - 4  |
| 15 y 23 de marzo         | Ipatinga            | 6 - 1         | Botafogo            | 3 - 0 | 3 - 1  |
| 15 y 23 de marzo         | (p.) 15 de Novembro | 1 - 1 (6 - 5) | Grêmio              | 1 - 0 | 0 - 1  |
| 15 de marzo y 5 de abril | Ceilândia           | 2 - 4         | Fortaleza           | 1 - 1 | 1 - 3  |
| 22 de marzo              | Potiguar de Mossoró | 0 - 4         | Guarani             | 0 - 4 | --     |
| 22 de marzo              | CENE                | 3 - 5         | Fluminense          | 3 - 5 | --     |
| 22 de marzo              | CBR                 | 0 - 2         | Cruzeiro            | 0 - 2 | --     |
| 22 de marzo              | URT                 | 1 - 3         | Santos              | 1 - 3 | --     |
| 22 de marzo y 5 de abril | Volta Redonda       | 2 - 1         | Atlético Paranaense | 2 - 1 | 0 - 0  |
| 22 de marzo y 5 de abril | Vila Nova           | 3 - 2         | Paysandu            | 3 - 1 | 0 - 1  |
| 22 de marzo y 5 de abril | ABC                 | 1 - 5         | Flamengo            | 0 - 1 | 1 - 4  |
| 22 de marzo y 8 de abril | Iraty               | 3 - 7         | Vasco da Gama       | 2 - 2 | 1 - 5  |

## Fase final
|  | Octavos de final      | Octavos de final  | Octavos de final  |               |   | Cuartos de final         | Cuartos de final         | Cuartos de final         |  |  | Semifinales      | Semifinales      | Semifinales      |  |  | Final            | Final            | Final            |
|  | 12 al 20 de abril     | 12 al 20 de abril | 12 al 20 de abril |               |   | 26 de abril al 4 de mayo | 26 de abril al 4 de mayo | 26 de abril al 4 de mayo |  |  | 10 al 18 de mayo | 10 al 18 de mayo | 10 al 18 de mayo |  |  | 19 y 26 de julio | 19 y 26 de julio | 19 y 26 de julio |
|  |                       |                   |                   |               |   |                          |                          |                          |  |  |                  |                  |                  |  |  |                  |                  |                  |
|  |                       |                   |                   |               |   |                          |                          |                          |  |  |                  |                  |                  |  |  |                  |                  |                  |
|  |                       |                   |                   |               |   |                          |                          |                          |  |  |                  |                  |                  |  |  |                  |                  |                  |
|  | Santos                | 2                 | 1                 |               |   |                          |                          |                          |  |  |                  |                  |                  |  |  |                  |                  |                  |
|  | Santos                | 2                 | 1                 |               |   |                          |                          |                          |  |  |                  |                  |                  |  |  |                  |                  |                  |
|  | Brasiliense           | 1                 | 1                 |               |   |                          |                          |                          |  |  |                  |                  |                  |  |  |                  |                  |                  |
|  | Brasiliense           | 1                 | 1                 | Santos        | 1 | 1 (3)                    |                          |                          |  |  |                  |                  |                  |  |  |                  |                  |                  |
|  |                       |                   |                   |               | 1 | 1 (3)                    |                          |                          |  |  |                  |                  |                  |  |  |                  |                  |                  |
|  |                       | Ipatinga (p.)     | 1                 | 1 (5)         |   |                          |                          |                          |  |  |                  |                  |                  |  |  |                  |                  |                  |
|  | Ipatinga              | Ipatinga (p.)     | 1                 | 1 (5)         | 3 | 3                        |                          |                          |  |  |                  |                  |                  |  |  |                  |                  |                  |
|  | Ipatinga              |                   |                   |               | 3 | 3                        |                          |                          |  |  |                  |                  |                  |  |  |                  |                  |                  |
|  | Náutico               | 1                 | 1                 |               |   |                          |                          |                          |  |  |                  |                  |                  |  |  |                  |                  |                  |
|  | Náutico               | 1                 | 1                 | Ipatinga      | 1 | 1                        |                          |                          |  |  |                  |                  |                  |  |  |                  |                  |                  |
|  |                       |                   |                   |               | 1 | 1                        |                          |                          |  |  |                  |                  |                  |  |  |                  |                  |                  |
|  |                       | Flamengo          | 1                 | 2             |   |                          |                          |                          |  |  |                  |                  |                  |  |  |                  |                  |                  |
|  | Flamengo              | Flamengo          | 1                 | 2             | 5 | 0                        |                          |                          |  |  |                  |                  |                  |  |  |                  |                  |                  |
|  | Flamengo              |                   |                   |               | 5 | 0                        |                          |                          |  |  |                  |                  |                  |  |  |                  |                  |                  |
|  | Guaraní               | 1                 | 1                 |               |   |                          |                          |                          |  |  |                  |                  |                  |  |  |                  |                  |                  |
|  | Guaraní               | 1                 | 1                 | Flamengo      | 4 | 0                        |                          |                          |  |  |                  |                  |                  |  |  |                  |                  |                  |
|  |                       |                   |                   |               | 4 | 0                        |                          |                          |  |  |                  |                  |                  |  |  |                  |                  |                  |
|  |                       | Atlético Mineiro  | 1                 | 0             |   |                          |                          |                          |  |  |                  |                  |                  |  |  |                  |                  |                  |
|  | Atlético Mineiro (v.) | Atlético Mineiro  | 1                 | 0             | 0 | 3                        |                          |                          |  |  |                  |                  |                  |  |  |                  |                  |                  |
|  | Atlético Mineiro (v.) |                   |                   |               | 0 | 3                        |                          |                          |  |  |                  |                  |                  |  |  |                  |                  |                  |
|  | Fortaleza             | 2                 | 1                 |               |   |                          |                          |                          |  |  |                  |                  |                  |  |  |                  |                  |                  |
|  | Fortaleza             | 2                 | 1                 | Flamengo      | 2 | 1                        |                          |                          |  |  |                  |                  |                  |  |  |                  |                  |                  |
|  |                       |                   |                   |               | 2 | 1                        |                          |                          |  |  |                  |                  |                  |  |  |                  |                  |                  |
|  |                       | Vasco da Gama     | 0                 | 0             |   |                          |                          |                          |  |  |                  |                  |                  |  |  |                  |                  |                  |
|  | Vitória               | Vasco da Gama     | 0                 | 0             | 2 | 0                        |                          |                          |  |  |                  |                  |                  |  |  |                  |                  |                  |
|  | Vitória               |                   |                   |               | 2 | 0                        |                          |                          |  |  |                  |                  |                  |  |  |                  |                  |                  |
|  | Cruzeiro              | 1                 | 4                 |               |   |                          |                          |                          |  |  |                  |                  |                  |  |  |                  |                  |                  |
|  | Cruzeiro              | 1                 | 4                 | Cruzeiro      | 2 | 0                        |                          |                          |  |  |                  |                  |                  |  |  |                  |                  |                  |
|  |                       |                   |                   |               | 2 | 0                        |                          |                          |  |  |                  |                  |                  |  |  |                  |                  |                  |
|  |                       | Fluminense        | 3                 | 1             |   |                          |                          |                          |  |  |                  |                  |                  |  |  |                  |                  |                  |
|  | Vila Nova             | Fluminense        | 3                 | 1             | 2 | 0                        |                          |                          |  |  |                  |                  |                  |  |  |                  |                  |                  |
|  | Vila Nova             |                   |                   |               | 2 | 0                        |                          |                          |  |  |                  |                  |                  |  |  |                  |                  |                  |
|  | Fluminense            | 2                 | 4                 |               |   |                          |                          |                          |  |  |                  |                  |                  |  |  |                  |                  |                  |
|  | Fluminense            | 2                 | 4                 | Fluminense    | 0 | 1                        |                          |                          |  |  |                  |                  |                  |  |  |                  |                  |                  |
|  |                       |                   |                   |               | 0 | 1                        |                          |                          |  |  |                  |                  |                  |  |  |                  |                  |                  |
|  |                       | Vasco da Gama     | 1                 | 1             |   |                          |                          |                          |  |  |                  |                  |                  |  |  |                  |                  |                  |
|  | Volta Redonda (v.)    | Vasco da Gama     | 1                 | 1             | 1 | 1                        |                          |                          |  |  |                  |                  |                  |  |  |                  |                  |                  |
|  | Volta Redonda (v.)    |                   |                   |               | 1 | 1                        |                          |                          |  |  |                  |                  |                  |  |  |                  |                  |                  |
|  | 15 de Novembro        | 0                 | 2                 |               |   |                          |                          |                          |  |  |                  |                  |                  |  |  |                  |                  |                  |
|  | 15 de Novembro        | 0                 | 2                 | Volta Redonda | 0 | 1                        |                          |                          |  |  |                  |                  |                  |  |  |                  |                  |                  |
|  |                       |                   |                   |               | 0 | 1                        |                          |                          |  |  |                  |                  |                  |  |  |                  |                  |                  |
|  |                       | Vasco da Gama     | 0                 | 2             |   |                          |                          |                          |  |  |                  |                  |                  |  |  |                  |                  |                  |
|  | Criciúma              | Vasco da Gama     | 0                 | 2             | 1 | 0                        |                          |                          |  |  |                  |                  |                  |  |  |                  |                  |                  |
|  | Criciúma              |                   |                   |               | 1 | 0                        |                          |                          |  |  |                  |                  |                  |  |  |                  |                  |                  |
|  | Vasco da Gama         | 2                 | 1                 |               |   |                          |                          |                          |  |  |                  |                  |                  |  |  |                  |                  |                  |

- Nota: En cada llave, el equipo ubicado en la primera línea es el que ejerce la localía en el partido de vuelta.

### Octavos de final
| 12 de abril de 2006, 19:00 | Flamengo                                                             | 5:1 (3:1) | Guaraní  | Estadio Maracaná, Río de Janeiro |  |
|                            | Luizão 20' · Léo Moura 23' · Renato Abreu 38' · Obina 54' · Juan 80' | Reporte   | Bilú 30' |                                  |  |

| 19 de abril de 2006, 19:00 | Guaraní     | 1:0 (1:0) | Flamengo | Estadio Brinco de Ouro, Campinas |  |
|                            | Juliano 15' | Reporte   |          |                                  |  |

| 12 de abril de 2006, 21:45 | Atlético Mineiro | 0:2 (0:2) | Fortaleza                       | Estadio Mineirão, Belo Horizonte |  |
|                            |                  | Reporte   | Alan 13' · Preto Casagrande 44' |                                  |  |

| 19 de abril de 2006, 21:45 | Fortaleza   | 1:3 (0:2) | Atlético Mineiro                             | Estadio Castelão, Fortaleza |  |
|                            | Finazzi 64' | Reporte   | Danilinho 25' · Marinho 32' · Zé Antônio 85' |                             |  |

| 12 de abril de 2006, 20:45 | Ipatinga           | 3:1 (1:0) | Náutico     | Estadio Ipatingão, Ipatinga |  |
|                            | Enrico 44' 48' 62' | Reporte   | Netinho 68' |                             |  |

| 19 de abril de 2006, 20:45 | Náutico  | 1:3 (0:0) | Ipatinga                                       | Estadio Aflitos, Recife |  |
|                            | Kuki 55' | Reporte   | André Luís 52' · Camanducaia 75' · Dênis 90+2' |                         |  |

| 13 de abril de 2006, 20:45 | Santos                          | 2:1 (2:1) | Brasiliense       | Estadio Vila Belmiro, Santos |  |
|                            | Wendel 10' · Cléber Santana 39' | Reporte   | Carlos Alberto 8' |                              |  |

| 20 de abril de 2006, 20:45 | Brasiliense   | 1:1 (1:0) | Santos       | Estadio Boca do Jacaré, Taguatinga |  |
|                            | Joãozinho 23' | Reporte   | Léo Lima 79' |                                    |  |

| 13 de abril de 2006, 20:45 | Criciúma       | 1:2 (1:1) | Vasco da Gama          | Estadio Heriberto Hülse, Criciúma |  |
|                            | Alexsandro 10' | Reporte   | Ramon 21' · Ernane 87' |                                   |  |

| 21 de abril de 2006, 19:30 | Vasco da Gama | 1:0 (0:0) | Criciúma | Estadio São Januário, Río de Janeiro |  |
|                            | Ramon 68'     | Reporte   |          |                                      |  |

| 13 de abril de 2006, 19:30 | Volta Redonda       | 1:0 (0:0) | 15 de Novembro | Estadio Raulino de Oliveira, Volta Redonda |  |
|                            | Túlio Maravilha 48' | Reporte   |                |                                            |  |

| 20 de abril de 2006, 18:30 | 15 de Novembro | 2:1 (0:0) | Volta Redonda | Estadio Sady Schmidt, Campo Bom |  |
|                            | Dauri 66' 90'  | Reporte   | Aílton 70'    |                                 |  |

| 13 de abril de 2006, 20:45 | Vila Nova                       | 2:2 (1:1) | Fluminense               | Estadio Serra Dourada, Goiânia |  |
|                            | André Turatto 21' · Marques 55' | Reporte   | Marcão 24' · Marcelo 84' |                                |  |

| 20 de abril de 2006, 19:30 | Fluminense                   | 4:0 (2:0) | Vila Nova | Estadio Maracanã, Río de Janeiro |  |
|                            | Tuta 23' 37' · Lenny 48' 53' | Reporte   |           |                                  |  |

| 13 de abril de 2006, 20:45 | Vitória                            | 2:1 (0:0) | Cruzeiro        | Estadio Barradão, Salvador |  |
|                            | Fábio 55' · Alessandro Azevedo 61' | Reporte   | Edu Dracena 80' |                            |  |

| 20 de abril de 2006, 20:45 | Cruzeiro                   | 4:0 (2:0) | Vitória | Estadio Mineirão, Belo Horizonte |  |
|                            | Élber 9' 70' 73' · Gil 45' | Reporte   |         |                                  |  |

### Cuartos de final
| 26 de abril de 2006, 20:45 | Flamengo                                 | 4:1 (1:0) | Atlético Mineiro | Estadio Maracanã, Río de Janeiro |  |
|                            | Renato 12' 46' · Obina 87' · Jônatas 81' | Reporte   | Marinho 57'      |                                  |  |

| 4 de mayo de 2006, 20:45 | Atlético Mineiro | 0:0     | Flamengo | Estadio Mineirão, Belo Horizonte |  |
|                          |                  | Reporte |          |                                  |  |

| 26 de abril de 2006, 20:45 | Santos             | 1:1 (0:1) | Ipatinga       | Estadio Vila Belmiro, Santos |  |
|                            | Cléber Santana 84' | Reporte   | André Luís 37' |                              |  |

| 4 de mayo de 2006, 20:45 | Ipatinga                                                            | 1:1 (1:1) (5:3 p.)         | Santos                                                   | Estadio Ipatingão, Ipatinga |  |
|                          | Enrico 42'                                                          | Reporte                    | Kléber 23'                                               |                             |  |
|                          |                                                                     | Tiros desde el punto penal |                                                          |                             |  |
|                          | Márcio Guerreiro · André Luís · Enrico · Jaílton · Marinho Donizete |                            | Léo Lima · Kléber · Cléber Santana · Wellington Paulista |                             |  |

| 28 de abril de 2006, 19:30 | Volta Redonda | 0:0     | Vasco da Gama | Estadio Raulino de Oliveira, Volta Redonda |  |
|                            |               | Reporte |               |                                            |  |

| 5 de mayo de 2006, 19:30 | Vasco da Gama   | 2:1 (1:0) | Volta Redonda | Estadio São Januário, Río de Janeiro |  |
|                          | Edílson 29' 55' | Reporte   | Amaral 51'    |                                      |  |

| 27 de abril de 2006, 20:45 | Cruzeiro               | 2:3 (0:1) | Fluminense                   | Estadio Mineirão, Belo Horizonte |  |
|                            | Élber 55' · Wagner 61' | Reporte   | Petković 43' · Lenny 51' 70' |                                  |  |

| 4 de mayo de 2006, 20:45 | Fluminense  | 1:0 (0:0) | Cruzeiro | Estadio Maracanã, Río de Janeiro |  |
|                          | Marcelo 78' | Reporte   |          |                                  |  |

### Semifinales
| 10 de mayo de 2006, 20:45 | Ipatinga          | 1:1 (0:1) | Flamengo  | Estadio Ipatingão, Ipatinga |  |
|                           | Camanducaia 90+1' | Reporte   | Obina 38' |                             |  |

| 18 de mayo de 2006, 19:30 | Flamengo                          | 2:1 (1:1) | Ipatinga        | Estadio Maracanã, Río de Janeiro |  |
|                           | Marcelinho 14' · Renato Abreu 66' | Reporte   | Camanducaia 10' |                                  |  |

| 11 de mayo de 2006, 20:45 | Fluminense | 0:1 (0:0) | Vasco da Gama | Estadio Maracanã, Río de Janeiro |  |
|                           |            | Reporte   | Edílson 77'   |                                  |  |

| 17 de mayo de 2006, 20:45 | Vasco da Gama | 1:1 (1:0) | Fluminense   | Estadio Maracanã, Río de Janeiro |  |
|                           | Valdiram 31'  | Reporte   | Petković 46' |                                  |  |

### Final
| 19 de julio de 2006, 20:45 | Flamengo               | 2:0 (0:0) | Vasco da Gama | Estadio Maracanã, Río de Janeiro                            |                                                             |
|                            | Obina 60' · Luizão 62' | Reporte   |               | Asistencia: 43 955 espectadores Árbitro(s): Leonardo Gaciba | Asistencia: 43 955 espectadores Árbitro(s): Leonardo Gaciba |

| 26 de julio de 2006, 20:45 | Vasco da Gama | 0:1 (0:1) | Flamengo | Estadio Maracanã, Río de Janeiro                         |                                                          |
|                            |               | Reporte   | Juan 28' | Asistencia: 45 459 espectadores Árbitro(s): Carlos Simon | Asistencia: 45 459 espectadores Árbitro(s): Carlos Simon |

| Bandera del estado de Río de Janeiro |
| Campeón                              |
| Flamengo 2.do título                 |